# Michael Keane
Michael Vincent Keane (født 11. januar 1993 i Stockport, England) er en engelsk fodboldspiller, der spiller for Everton i Premier League. Keane er forsvarsspiller. Han er bror til Will Keane. 

## Landshold
Keane repræsenterede Irland på U17-, U18- og U19-landsholdene, mens han også spillede for England på U19 og U21-niveau. Som seniorspiller står Keane (pr. april 2018) noteret for fire kampe for England.